# برلمان وحيد الغرفة

برلمان بغرفتين.
برلمان بغرفة واحدة.
دول بدون برلمان.

البرلمان وحيد الغرفة أو أحادية المجلس التشريعي (بالإنجليزية: Monocameralism)‏ هو نظام سياسي يكون فيه البرلمان بغرفة واحدة أو مجلس واحد.
توجد المجالس التشريعية ذات مجلس واحد عندما لا تكون هناك حاجة ضرورية على نطاق واسع إلى تعدد اللجان. تم إنشاء العديد من الهيئات التشريعية متعددة الدوائر لإعطاء أصوات منفصلة لمختلف قطاعات المجتمع. غرف متعددة سمحت بتمثيل مضمون للطبقات الاجتماعية المختلفة (كما هو الحال في برلمان المملكة المتحدة) ، أو المصالح العرقية أو الإقليمية، أو الوحدات الفرعية للاتحاد. وحيثما تكون هذه العوامل غير مهمة، في دول وحدوية ذات استقلال إقليمي محدود، غالبًا ما يسود مجلس واحد. في بعض الأحيان، كما هو الحال في نيوزيلندا والدنمارك، يحدث هذا من خلال إلغاء أحد المجلسين، أو، كما هو الحال في السويد، من خلال دمج الغرفتين في حجرة واحدة، بينما في دول الأخرى لم تكن هناك أي غرفة ثانية.
تتمثل الميزة الأساسية للبرلمان من مجلس واحد في جعل عملية صنع القوانين أكثر كفاءة، حيث أن العملية التشريعية أبسط بكثير ولا توجد إمكانية للوصول إلى طريق مسدود. كما يناصر أنصار المجلس الواحد أنه يقلل التكاليف، حتى لو ظل عدد المشرعين على حاله مقارنة مع برلمان من مجلسين، حيث أن هناك عددًا أقل من المؤسسات للحفاظ عليها ودعمها.
يمكن النظر إلى الضعف الرئيسي في النظام أحادي المجلس عن عدم وجود ضبط للنفس بالنسبة للأغلبية، ولاسيما في الأنظمة البرلمانية حيث يهيمن قادة الأغلبية البرلمانية على السلطة التنفيذية. هناك أيضا خطر أن قطاعات مهمة من المجتمع قد لا تكون ممثلة تمثيلا كافيا.
وأشهر من يتبنى هذا النظام من الدول السويد وإيطاليا وأوكرانيا واليابان وكوريا الجنوبية وتركيا واليونان وفي الدول العربية:ليبيا ولبنان والعراق.